# Stazione di Varigotti
La stazione di Varigotti è stata una stazione ferroviaria posta su un ramo dismesso della ferrovia Genova-Ventimiglia. Serviva il paese omonimo in provincia di Savona.

## Storia
La stazione venne inaugurata nel 1895, a pochi anni dall'apertura della tratta ferroviaria Savona-Ventimiglia (1872) della ferrovia Genova-Ventimiglia.
Vi funzionava una sottostazione elettrica (edificio ancora esistente) di alimentazione per la corrente trifase a 3,6 kV (sino al 3 ottobre 1967) passata poi alla corrente continua a 3 kV sino al 16 febbraio 1977.
Venne dismessa a partire dal pomeriggio del 10 aprile 1977 a causa del crollo della galleria Costastelli e della successiva soppressione del tratto da Vado Ligure Zona Industriale a Finale Ligure Marina.

## Incidenti
In zona Malpasso la sera del 22 novembre 1949 una frana causata dalle abbondanti piogge causò il deragliamento di un treno accelerato serale proveniente da Genova Brignole per Albenga. La locomotiva trifase coinvolta (visibile su un cinegiornale Incom su questo incidente) apparteneva al gruppo E 333, all'epoca intensamente impiegate su questa tratta. 
La locomotiva e la prima carrozza finirono sulla via Aurelia causando la morte del macchinista Vincenzo Salomone e del suo "aiuto macchinista" Oreste Renda. La seconda carrozza finì sui fianchi del monte accanto al terrapieno della massicciata. Fu posta una targa-ricordo coi nomi dei caduti sulla galleria paramassi costruita dopo questa tragedia.

## Strutture e impianti
La stazione era composta da un fabbricato viaggiatori e da due binari. Ora è una proprietà privata.
Dopo la sua soppressione il fabbricato passeggeri venne abbandonato e il sedime ferroviario divenne un parcheggio.

## Galleria d'immagini

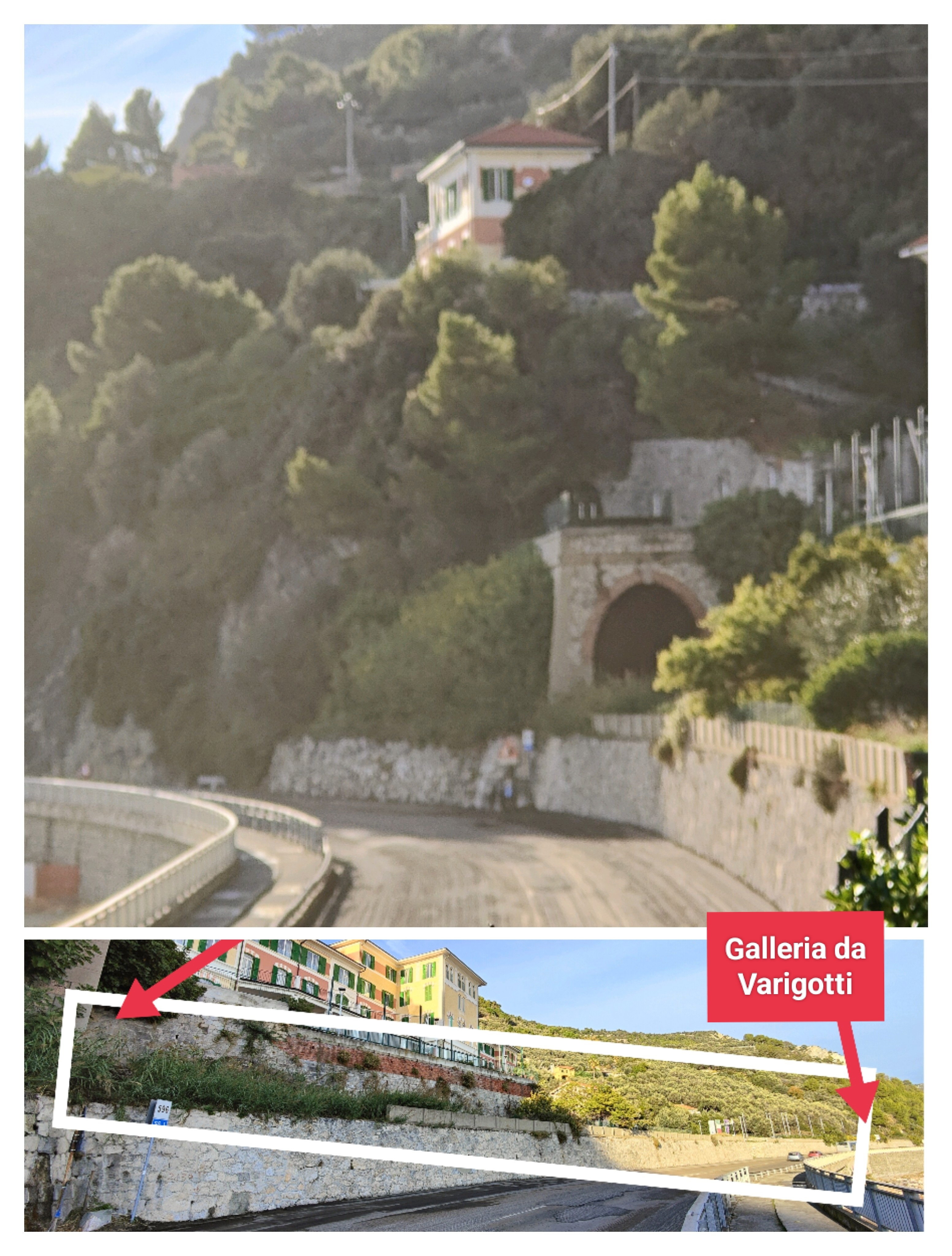
In alto: galleria (1 km.) vs. Finalpia, in zona porticciolo di Finale L., in basso: (freccia Dx, nascosta dalla vegetazione, lato vs. Varigotti)
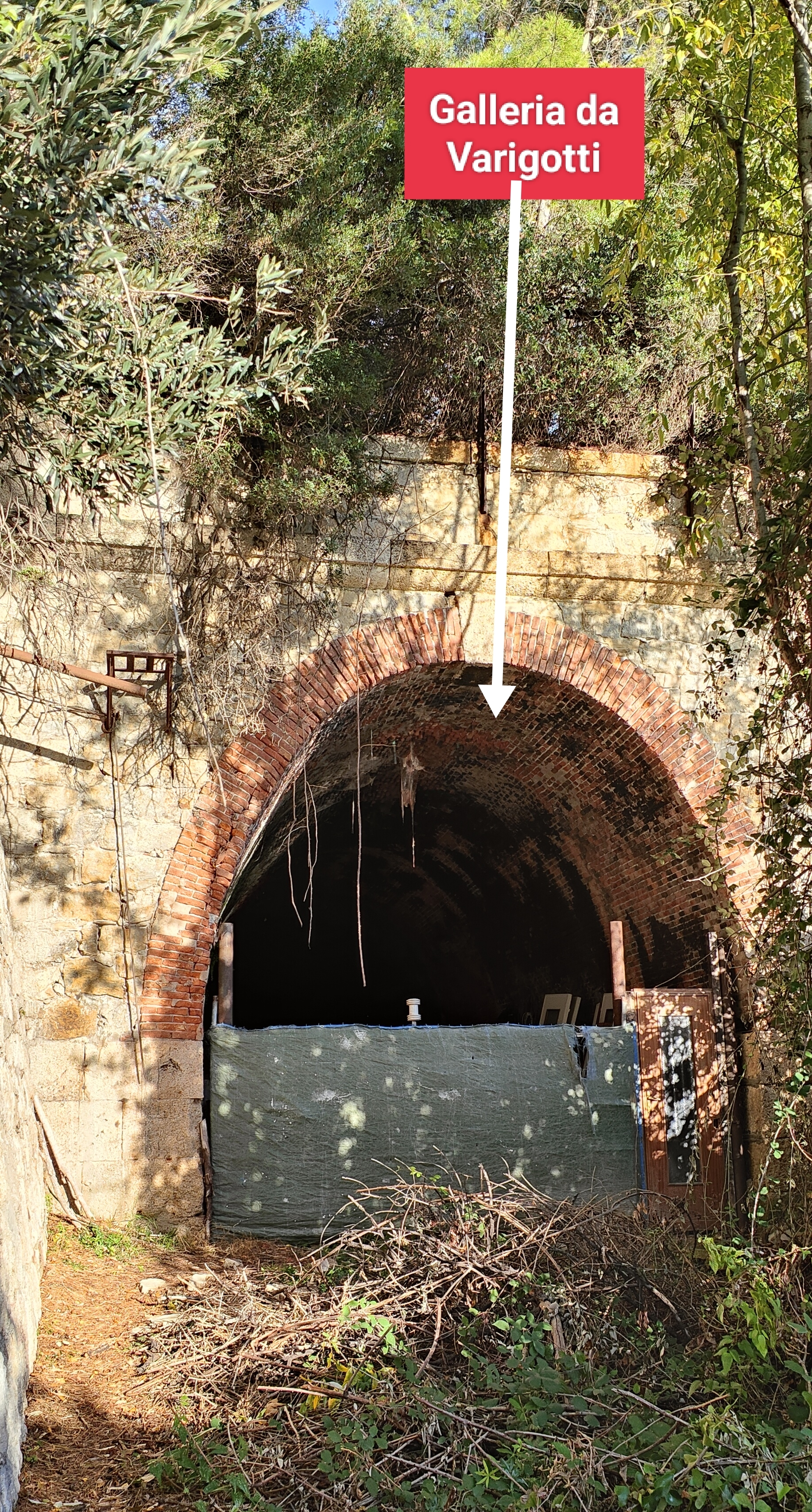
Capo San Donato, zona porticciolo di Finale L.: la galleria di 862 mt. (quella indicata dalla precedente foto, l'apertura dopo fitta vegetazione)
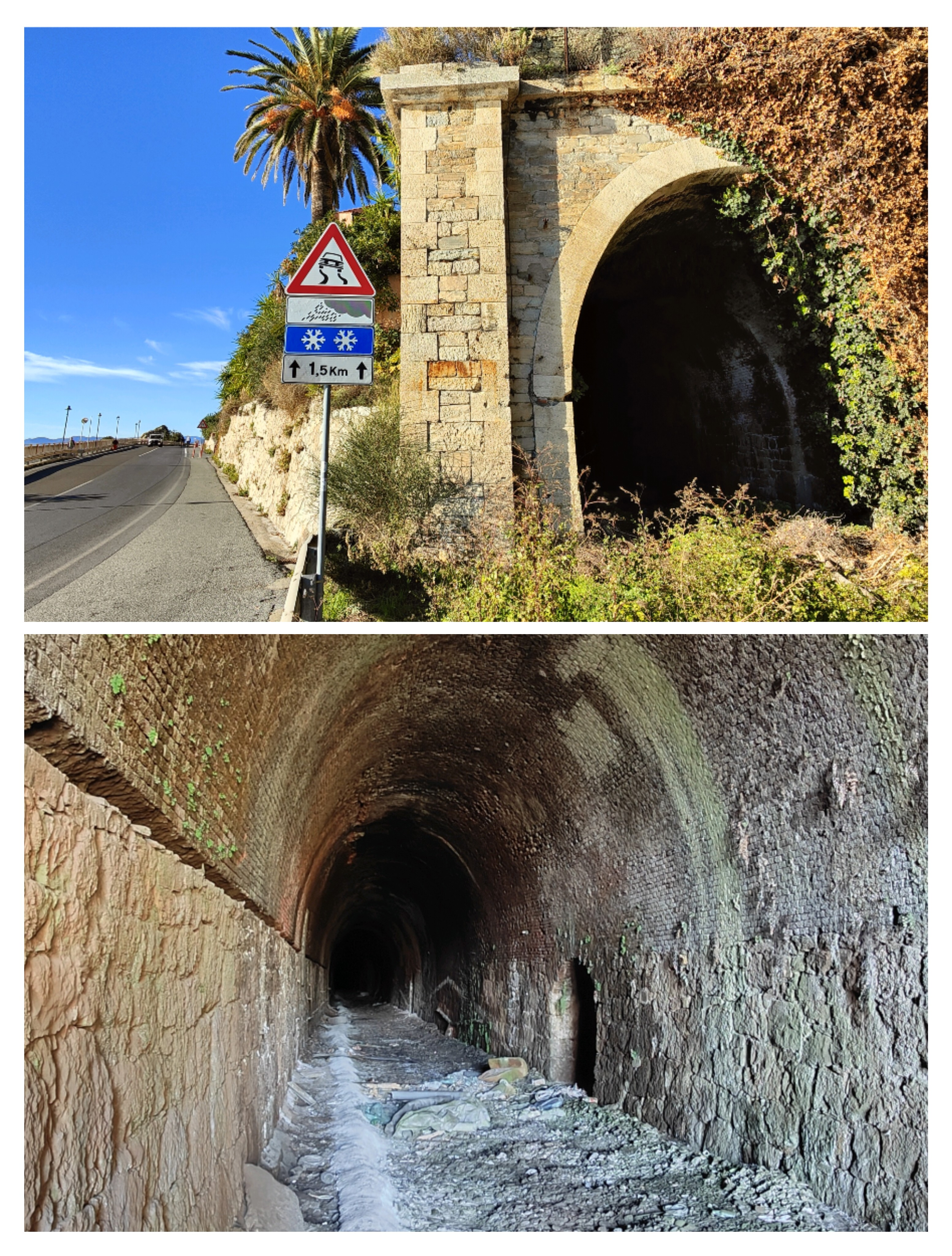
Sulla SS1: uscita della galleria (foto precedente) e suo interno che collega Varigotti a Capo S.Donato (porticciolo)
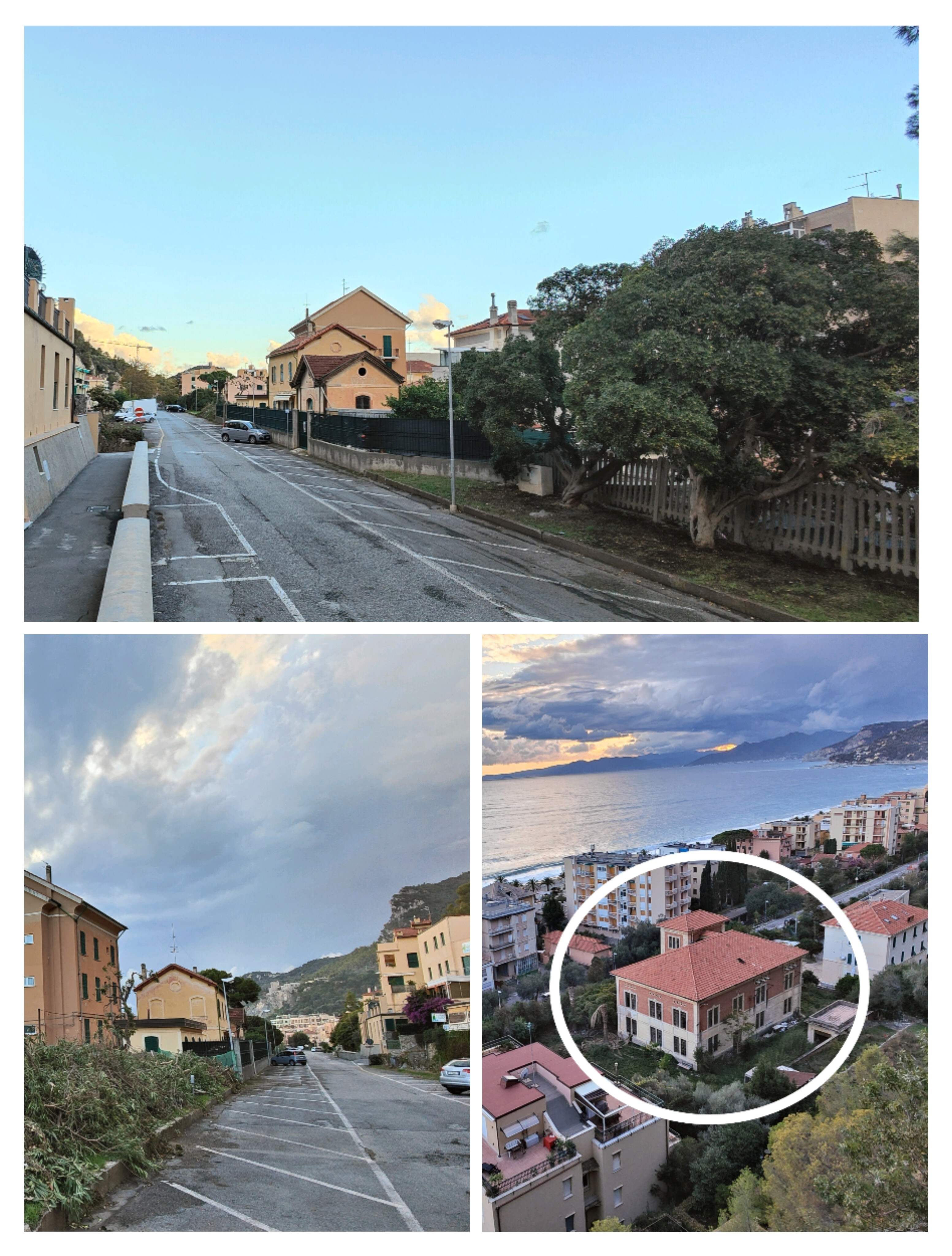
Ex staz. FS (1872-1977) e nel cerchio – visto dall'alto – la sottostaz. elettrica per il trifase 3,6kV (1931-1967) poi c.continua 3kV (1967-1977) (foto nov. 2022)
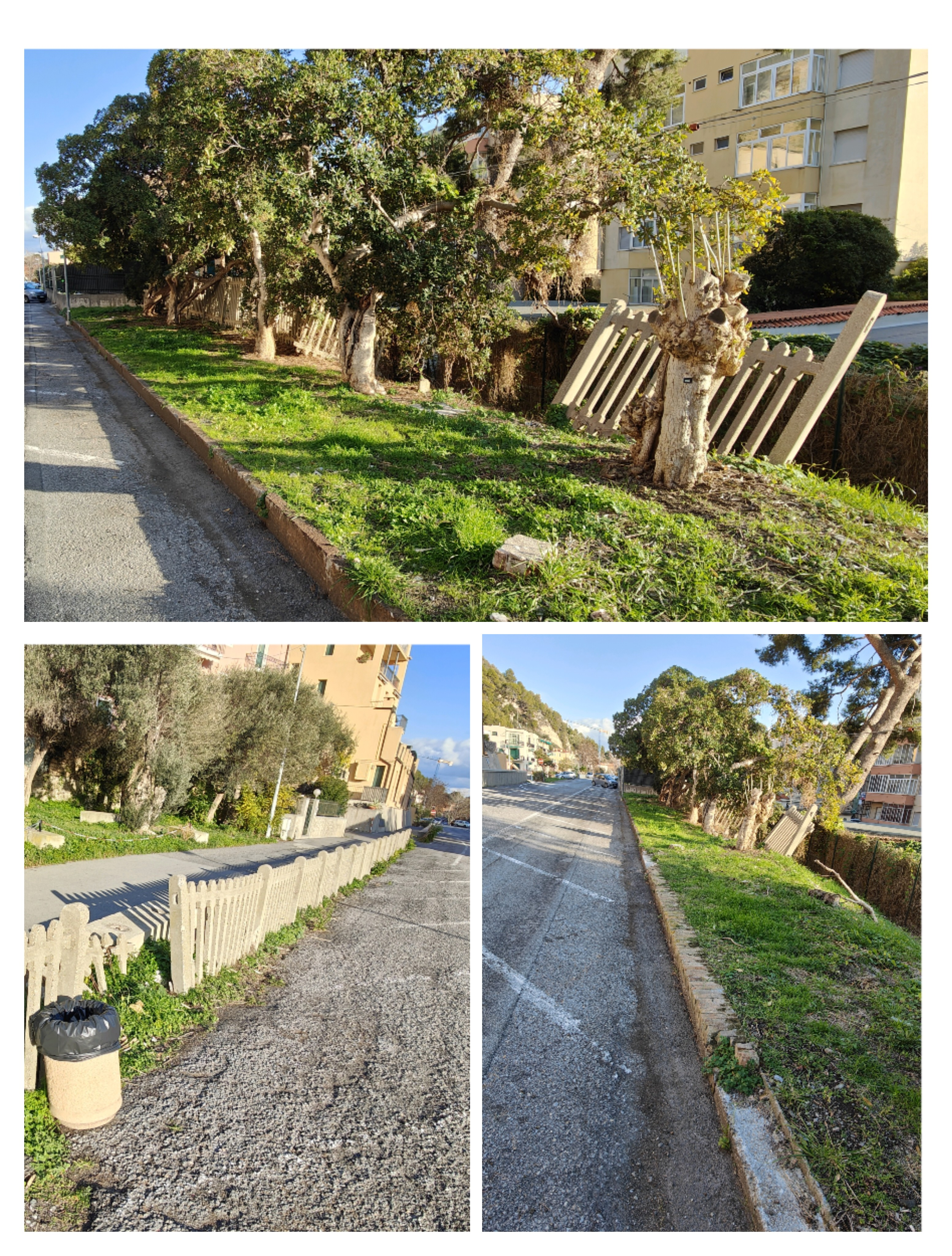
Resti della classica staccionata FS in cemento e marciapiede originale vicino l'ex stazione
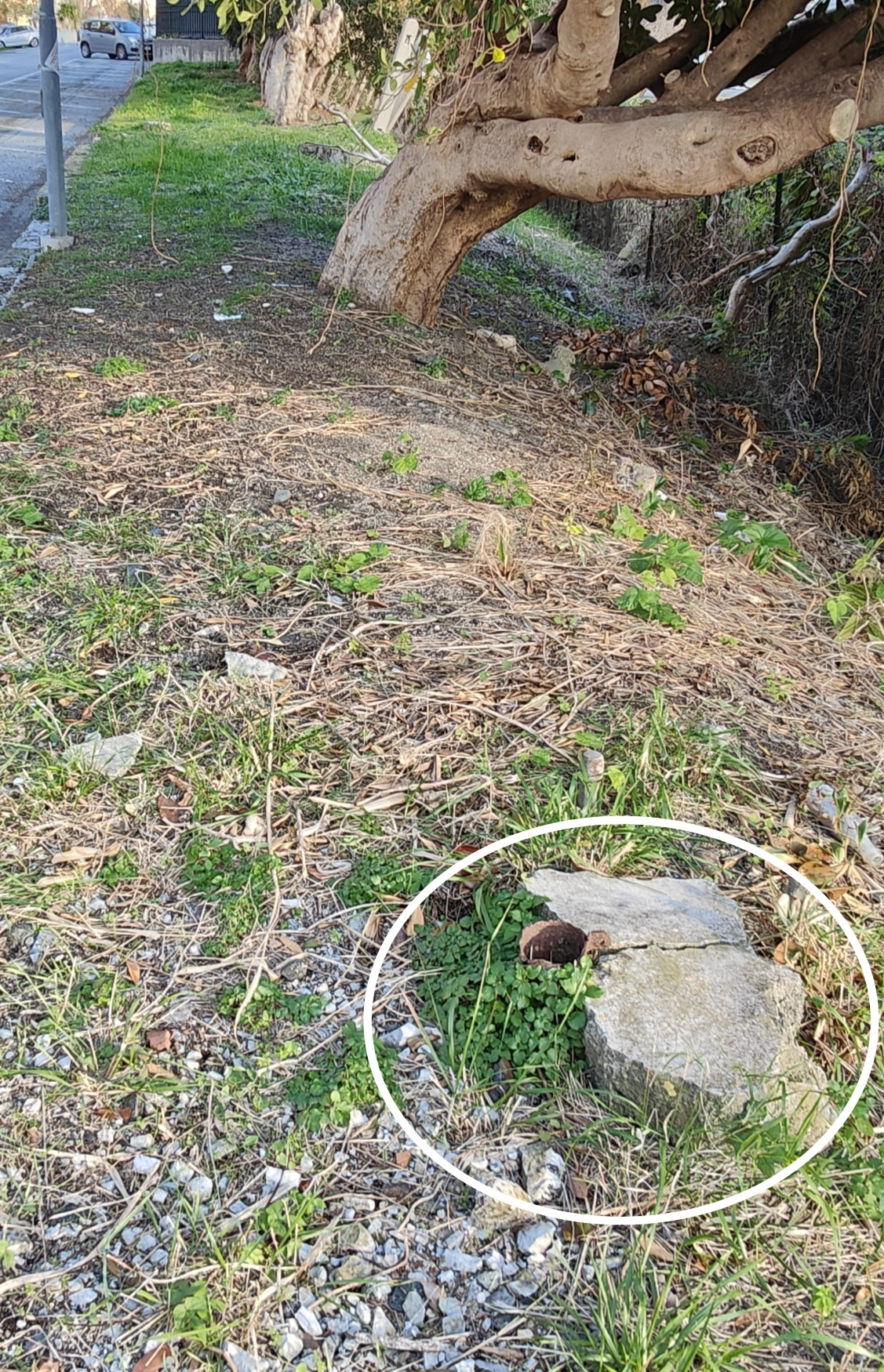
Vicino al marciapiede: basamento con palo tagliato
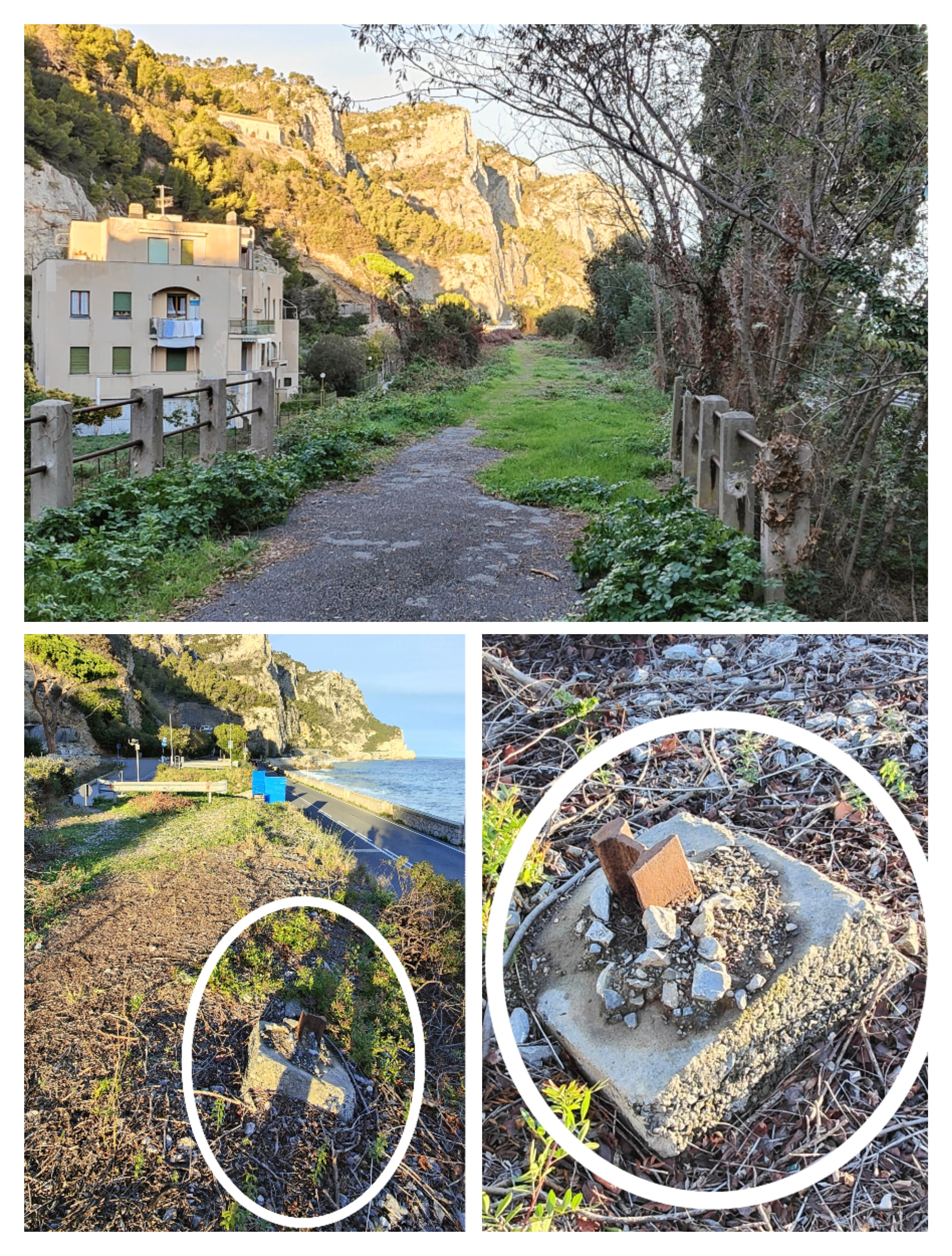
Dopo la galleria (108 mt.) ex FS parallela a quella stradale: tracciato verso la baia dei Saraceni e dopo vs. il Malpasso (direzione Noli): il "picchetto di tracciamento" unico oggetto ferroviario rimasto della vecchia linea
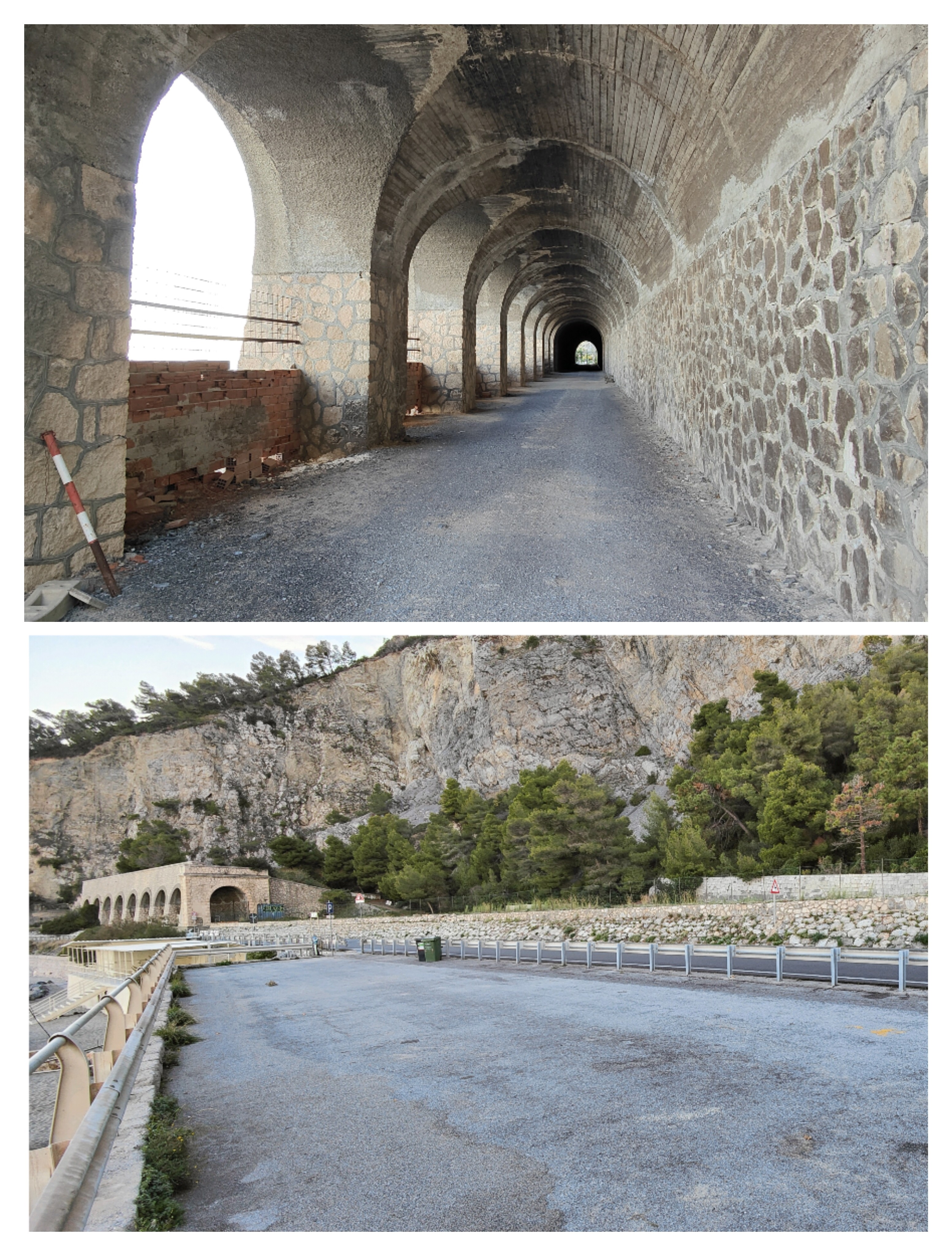
Interno della prima galleria con paramassi di 127 mt., sotto: vista dal Malpasso
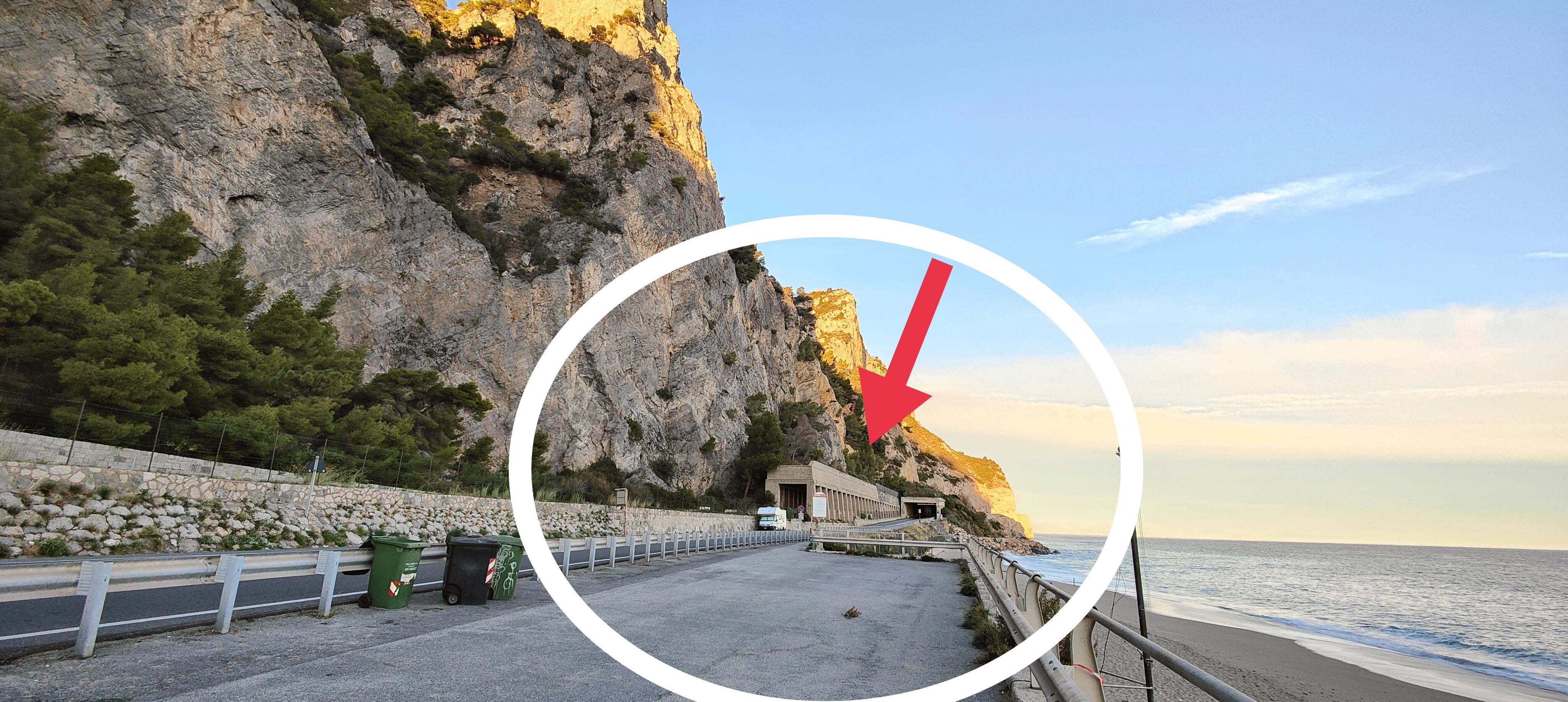
Luogo dell'incidente ferroviario del 1949 (cerchio) e seconda galleria (freccia) con il paramassi (338 mt. complessivi) edificato dopo il sinistro. All'epoca la carreggiata stradale era più stretta e protetta solo, lato mare, da colonnine in pietra piuttosto distanziate
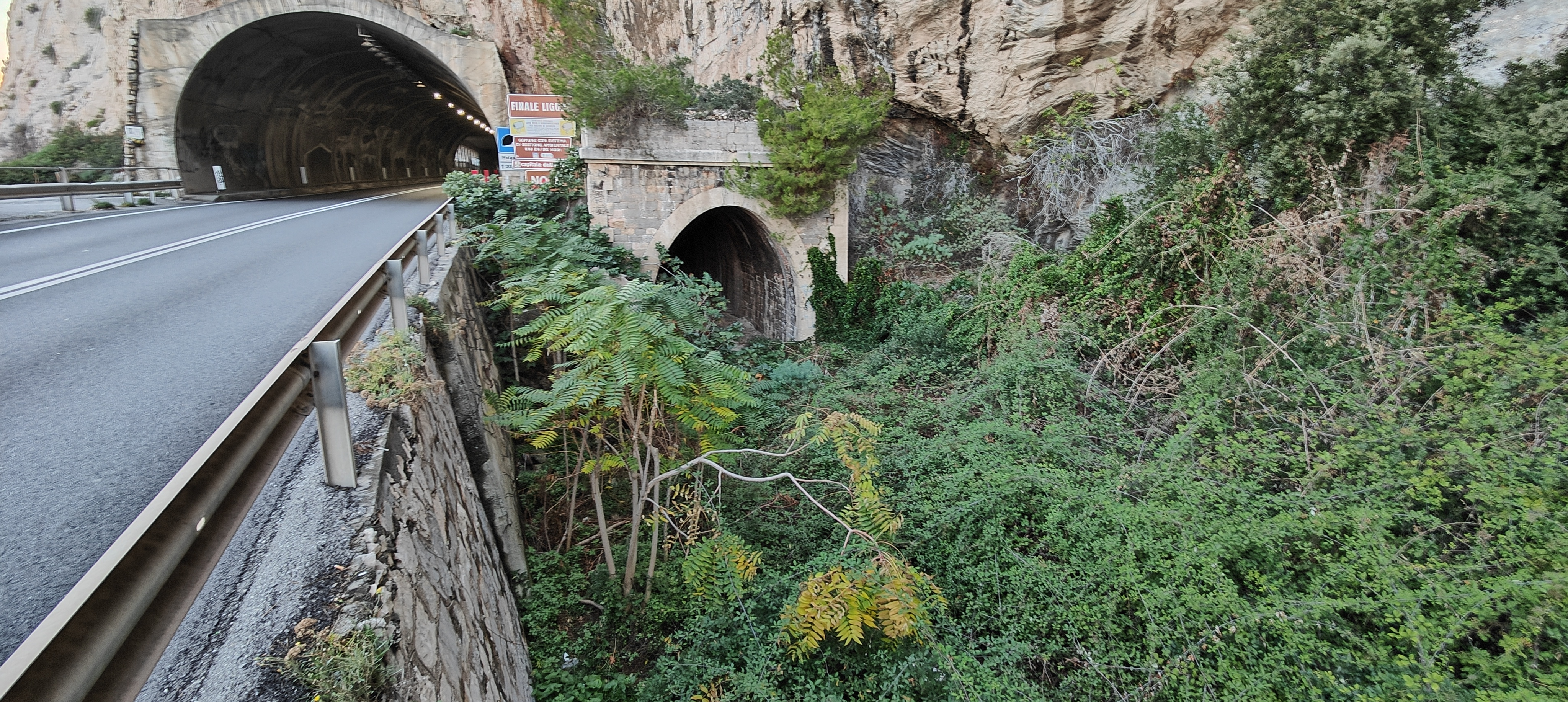
L'uscita della galleria della foto precedente vista qui dalla SS1 in direzione per il Malpasso. L'altra davanti che sbuca a Noli misura 1009 mt. (foto nov. 2022)